# UFC Performance Institute
El UFC Performance Institute es la instalación oficial de artes marciales mixtas (MMA) para la promoción estadounidense Ultimate Fighting Championship (UFC). El edificio está ubicado en Enterprise, Nevada, frente al UFC Apex, y sirve como sede de la empresa.

## Historia
El instituto se inauguró en mayo de 2017, y es el primer centro de artes marcial mixto del mundo para el desarrollo, innovación, investigación y entrenamiento.
Hasta 400 atletas de MMA han visitado el centro, así como atletas de la NFL, NBA, NHL y MLB.
En junio de 2019, se inauguró una segunda instalación en Shanghái, China . El nombre oficial de la instalación es UFC Performance Institute Shanghai. Se ha utilizado para entrenar atletas de China para los Juegos Olímpicos .
Se proponen dos nuevas instalaciones para México y Nigeria. El UFC Performance Institute México se inauguró el 24 de febrero de 2024, horas antes del evento UFC Fight Night 237.